# Hilera (banda)
Hilera es una banda de rock alternativo de Filipinas. Formado en diciembre de 2004 en Ciudad Quezón, la banda está integrada por Chris Padilla (voz principal, guitarra), Iván García (eléctrico/contrabajo), y Bobby Padilla (batería). El estilo de la banda, es un estilo de fusiones musicales como el punk, alternativo, y rockabilly.

## Discografía

### Studio albums
| Artista | Álbum    | Lista | Año  | Reconocimientos  |
| ------- | -------- | --- | ---- | ---------------- |
| Hilera  | Hilera   | Rhyme Without Reason The Pot Of Gold Pass The Walls Define Lies In The Head Dehado Up The Heavens All Of This Pilit Sun Grass Nothing New Smiles And Fades                             | 2006 | PolyEast Records |
| Hilera  | NutHouse | Stop The Fight Not This Time Ded Ded Ded Radical Another Face No Lizard King Murder So Be It Floating In A Freewall Wala Akong Alam Stop Looking At Me Protest It All Ends Doo Wop Wop | 2009 | PolyEast Records |

### Compilaciones
- Kami nAPO Muna Ulit (Universal Records, 2007)
- In Love and War (Sony Records, 2010)

## Premios y nominaciones

### Premios
- 2009 Premios NU Rock- Mejor Acto en Vivo
- 2009 Premios Rock NU- El bajista del año, Iván García
- 2007 Premios NU Rock- Mejor Artista Nuevo
- 2007 iFM Premios Pinoy música- Canción del Año - Pilit'
- '2005Nescafé Soundskool '- Gran Campeón

### Nominaciones
- 2010 Premios Myx música- Music Video Favorito -'Radical
- 2010 Premios Myx música- Videos Favoritos de Rock -'Radical
- 2009 Premios NU Rock- Artista del Año
- 2009 Premios NU Rock- Álbum del Año
- 2009 Premios Rock NU- Vocalista del Año - Chris Padilla'
- 2009 Premios Rock NU- Guitarrista del Año - Chris Padilla'
- 2009 Premios Rock NU- El baterista del Año -BobbyPadilla
- 2009 Premios NU Rock- Mejor Álbum de envases
- 2009 Premios NU Rock- Productor del Año
- 2009 Premios NU Rock- Video del Año -'Radical
- '2008Pasiklaband SOP '- Artista Revelación
- 2008 Music Awards MYX- Remake Favoritos -Mahirap Syota Magmahal ng Iba ng
- 2007 Premios NU Rock- Mejor Acto en Vivo
- 2007 Premios NU Rock- El bajista del Año
- 2007 Premios MYX música- Nuevo Artista favorito

### Reconocimiento oficial
- Zapatos Draven